# 2553 Viljev
2553 Viljev là một tiểu hành tinh vành đai chính với chu kỳ quỹ đạo là 1979.9393644 ngày (5.42 năm).
Nó được phát hiện ngày 29 tháng 5 năm 1979.